# كاتالينا بونور
كاتالينا بونور (Cătălina Ponor) هي لاعبة أولمبية لرياضة الجمباز من رومانيا. شاركت في الأولمبياد الصيفي في 2004–2012، وفازت بما مجموعه 5 ميداليات.

## الميداليات
| ذهب | فضة | برونز | المجموع |
| 3   | 1   | 1     | 5       |

## روابط خارجية
- كاتالينا بونور على موقع الاتحاد الدولي للجمباز (licence) (الإنجليزية)
- كاتالينا بونور على موقع الاتحاد الدولي للجمباز (biography) (الإنجليزية)
- كاتالينا بونور على موقع اللجنة الأولمبية الدولية (الإنجليزية)
- كاتالينا بونور على موقع أوليمبيديا (الإنجليزية)
- كاتالينا بونور على موقع اللجنة الأولمبية الرومانية (الرومانية)